# Štěpánovice (Výčapy)
Štěpánovice (moravsky Ščepánovice) jsou místní část obce Výčap. Žije zde 141 obyvatel.

## Geografická charakteristika
Zastavěné území druhé výčapské místní části Štěpánovic se rozkládá na obou stranách údolí Štěpánovického potoka při silnici II/360. Silnice III. třídy Štěpánovice spojuje s Boňovem, Ratibořicemi a Jaroměřicemi nad Rokytnou (č. III/4014).
Zatímco se nadmořská výška zastavěného území Štěpánovic pohybuje od 440 do 460 m n. m., východní část údolí Štěpánovického potoka vystupuje přímo u obce na severu k 465 m n. m. a na jihu od obce k 471 m n. m.

## Historie
Na území Štěpánovic začíná oblast, která byla v pravěku hustě osídlena. První lidé jsou doloženi paleolitickými nálezy – pazourkovými nástroji náležícími k aurignacienské kultuře. Mnohem četnější osídlení Štěpánovicka však spadá do neolitu. Objevena zde byla až tři neolitická sídliště. Bohaté nálezy pocházejí z období kultury s moravskou malovanou keramikou; nalezeny byly ženské a zvířecí plastiky. Roku 2009 došlo během prací na rekonstrukci silnice č. II/360 k nálezu části další ženské a zvířecí plastiky; zatímco plastika venuše nalezená u Štěpánovic počátkem 20. století týmem Jaroslava Palliardiho zahrnovala jen část těla od pasu nahoru, nález z léta 2009 představuje dvojici nohou.
První písemná zmínka o Štěpánovicích je doložena k roku 1349 (jejich kupcem byl Štěpán z Dobronic). Od 17. století náležely Jaroměřickému panství.
V roce 1963 převzal agendu štěpánovického místního národního výboru místní národní výbor ve Výčapech, tím došlo ke spojení obou obcí.
U příležitosti oslav 660. výročí první zmínky o Štěpánovicích byl dne 13. června 2009 představen nový znak obce a vlajka. Oba vycházejí z historické 220 let staré pečeti obce. Znakem je modro-červeně šikmo dělený štít se zlatou vykořeněnou lípou, bílou kosou bez kosiště a bílou osmihrotou hvězdou v pravé části znaku a bílou radlicí s bílou osmihrotou hvězdou v části levé. Vlajka je obdobná. Místní části Štěpánovicím oba symboly slavnostně udělil starosta Výčap.
| Rok            | 1869 | 1880 | 1890 | 1900 | 1910 | 1921 | 1930 | 1950 | 1961 | 1970 | 1980 | 1991 | 2001 |
| -------------- | ---- | ---- | ---- | ---- | ---- | ---- | ---- | ---- | ---- | ---- | ---- | ---- | ---- |
| Počet obyvatel | 159  | 166  | 164  | 179  | 154  | 164  | 173  | 133  | 123  | 107  | 108  | 98   | 94   |

## Zajímavosti a pamětihodnosti
- Kaplička sv. Matouše – stavba z roku 1851;[8]
- podle pověsti bývaly Štěpánovice „železným městem“ se zámkem a pivovarem. Pod Štěpánovicemi by proto měly být chodby a jedna z nich má vést až do Hájků.[zdroj?]

## Osobnosti
- Josef Nesnídal (1912–1986), český voják a úředník